# Beaudricourt
Beaudricourt é uma comuna francesa na região administrativa de Altos da França, no departamento de Pas-de-Calais. Estende-se por uma área de 4,58 km². Em 2010 a comuna tinha 89 habitantes (densidade: 19,4 hab./km²).